# Colección 1985-1998
Colección 1985-1998 es el primer álbum recopilatorio de Duncan Dhu, editado en 1998. Contiene los éxitos del grupo hasta la fecha, más cuatro canciones grabadas para la ocasión: La herida, Fin, Córdoba y Cenizas.

## Lista de canciones

### Disco 1
1. Cien gaviotas
2. Esos ojos negros
3. Jardín de rosas
4. Casablanca
5. Fin de amor
6. No puedo evitar (pensar en ti)
7. Lágrimas en la arena
8. Tarde de fiesta
9. Una calle de París
10. No debes marchar
11. La barra de este hotel
12. El sentido de tu canción
13. El río del silencio
14. Rozando la eternidad
15. Palabras sin nombre
16. Rosa gris
17. Las reglas del juego
18. El nuevo calor
19. Mujer sobre el papel
20. Entre salitre y sudor
21. Un punto más
22. Rosas en agua
23. Mi fiel talismán

### Disco 2
1. En algún lugar
2. Mundo de cristal
3. La casa azul
4. Rose
5. Sombra de ti
6. Oro blanco
7. A tientas
8. Si no eres tú
9. Rey de la luna
10. Abandonar
11. Mundo real
12. Capricornio
13. A tu lado
14. La herida
15. Fin
16. Córdoba
17. Cenizas

- Datos: Q5776707